# 鞆ノ平武右衛門
鞆ノ平 武右衛門（とものひら たけえもん、嘉永2年9月18日（1849年11月2日） - 明治34年（1901年）11月25日）は、備後国沼隈郡鞆（現在の広島県福山市）出身で雷部屋（入門時は玉垣部屋、大坂相撲では湊部屋）に所属した明治期の大相撲力士。本名は村上 武右衛門（むらかみ たけえもん）。現役時代の体格は身長170cm、体重96kg。得意手は左四つ、寄り。最高位は関脇。

## 人物
鞆ノ平の名は出身地・鞆町に因む。土地相撲で活躍し1870年、元公卿の上田楽齋の紹介で梅ヶ谷を頼って入門。大坂相撲で取っていたが梅ヶ谷の東上に伴い東京に加入。当初、梅の森と名乗ったが、出身地から鞆ノ平と改め1871年4月、二段目付け出しで初登場。大阪上がりで出世は遅く、新入幕は1881年5月。西前頭筆頭だった翌1882年1月、大関・若島と引き分けたほかは勝ち、8勝1分の優勝相当成績を挙げ翌1883年1月、関脇に昇進した。上背は無かったが、なかなかの相撲巧者で1885年1月には当時の実力者・大達を破った。無邪気で愛嬌があり贔屓にする者が多かったという。現役中から酒屋と備後畳の店を経営。幕内27場所をつとめ1893年5月引退後は年寄大嶽を襲名、しかし大嶽の寡婦との関係が悪化し1年あまりで廃業。福井県敦賀で鯛網漁を営んだが失敗して郷里に戻った。その後上京して相撲界への復帰運動を行ったが失敗に終わり再び郷里に戻り漁業に従事した。

## 逸話
鞆ノ平は日本の異種格闘技戦の歴史にその名を残す。1879年6月頃、西洋（米国人とも）ボクサーが天覧という公式の場で「チャンピオンにチャレンジしたい」と試合を申し込んだ。相撲のチャンピオンに当たる梅ヶ谷は弱った。相手は2メートル近い大男、当時の力士はみな170センチ級と小さかった。やれといわればやらねばならぬが、相手の正体が分からず。万が一不覚でもとったら、それこそ日本の恥である。断れば失礼になる。梅ヶ谷の苦悩を察して「あっしがやりましょう」と買って出たのが弟子の鞆ノ平。当時は十両の西四枚目だった。鞆ノ平は無双を切ってもし相手が残れば、そのまま担ぎ上げて反り倒すという「鷹無双（高無双）」なる鞆ノ平独自の殺人ワザを持っていた。「いざとなったら、鷹無双も使いますから、頼んます」というので許可が降りた。それ以前、すでに幕末の頃から、外国人レスラーやボクサーが、日本の力士に挑戦したが、いずれも土俵の上で相撲ルールで戦ったため、みな力士が勝っていた。しかしこの一戦は広場で行われることとなった。相手を倒すことだけが、勝利の条件という、節会相撲時代の広場の格闘である。試合は壮絶を極めた。ゲンコツ攻撃は相撲ルールでは反則とされているが、初体験のゲンコツを嵐のように見舞われた。頭から突進したがいきなりアッパーを浴び、廻り込まれてフック。しかし、最後は得意の「鷹無双」で相手を投げつけ勝利した。勝つには勝ったが黒ずんだ目のふち、切れた唇など体中に打撲症を受けた。相撲界の打撲症を意味する隠語「メリケン」は、天皇の前で演じたこの死闘から生まれたとされる。
鞆ノ平のお墓は、瀬戸内海・鞆ノ浦を望む明円寺にある。

## 主な成績
- 幕内27場所 97勝75敗20分11預67休